# 齊孝公
齊孝公（？—前633年），姜姓，名昭，中国春秋时期齐国国君，齊桓公之子、母親為鄭姬。前642年至前633年在位。
早年齐桓公和管仲立其为太子，并嘱托宋襄公予以照应。前643年，桓公卒，另外五子争夺君位，原桓公宠臣易牙与竖刁拥立公子无亏为君，公子昭逃奔宋国。前642年春，宋襄公联合曹国、衞國、邾国领兵攻齐，以助公子昭归国争位。三月，迫于诸侯军队的压力，齐众大夫在国氏、高氏两家的率领下诱杀竖刁、无亏，迎立太子昭。但其余四公子的追随者兴兵攻打已入齐境的太子昭，迫使其逃回宋国。五月，宋襄公再度发兵，击败齐众公子于甗(今山东济南附近)，太子昭遂得以入齐都临淄(今山东淄博临淄)即位。此次动乱之后，齐国国力衰落，齐桓公霸业告终。
《史记》载孝公死后，公子開方杀孝公子而立齐昭公。但与《清华简》公子开方即卫文公矛盾。

## 成语“有恃無恐”的典故
魯僖公二十六年（前634年）夏，魯國大饑，齊孝公趁機攻魯。魯大夫展喜先向展禽（柳下惠）請教應對之策後日夜兼程，在齊魯邊界上遭遇孝公，以牛羊、酒食犒勞齊國軍隊。
以下展喜說的話就是展禽教的。
展喜說：「敝國國君聽說貴國君親自舉起了尊貴的雙腳，將親自造訪敝國，所以使下臣以牛羊、酒食犒勞貴國各位執政。」齊孝公問：「魯國人聽說我要來，會感到害怕嗎？」展喜說：「小人(無知無識的平民)可能感到害怕，但君子(執政及知識份子)則不感到害怕。」孝公問：「屋內什麼都沒有，像是中空而懸掛著的磬(一種敲擊樂器)，田野間連青草都沒了，你們是憑著什麼而不怕我呢？」展喜說：「憑著先王的遺命啊！以前我國先祖周公跟貴國先祖太公輔助王室，為成王的左右手，成王獎勵周公、太公的功勞，封其後代於齊、魯，使其相鄰而結盟，盟辭說：『世世的子孫都不得彼此危害。』盟辭藏在盟府，由太公管理著。貴國先君桓公因此糾合諸侯，而攻擊對王室不恭者；彌補各國的缺失而匡救各國的災難，便是昭顯太公所管理的盟約之神聖。所以齊侯您一即位，諸侯都引領期盼著，相互傳言著：『齊侯必能繼承、發揚桓公的功業！』所以敝國不敢發展武力、設置邊防，認為：『難道齊侯繼位才九年，就把先王的遺命、太公的舊職都給廢棄不管了？這樣要如何面對先君桓公？您一定不至於如此的。』所以敝國才能不感到害怕。」齊孝公於是退兵。

## 影視作品
- 《东周列国春秋篇》由杜月剛飾演。